# ノルウェーの世界遺産
ノルウェーの世界遺産 (ノルウェーのせかいいさん) はユネスコの世界遺産に登録されているノルウェー国内の文化・自然遺産の一覧。ノルウェーの世界遺産条約批准は1977年5月12日である。

## 文化遺産
- ウルネスの木造教会 - (1979年)
- ブリッゲン - (1979年)
- レーロースの鉱山街とその周辺 - (1980年)
- アルタの岩絵 - (1985年)
- ヴェーガ群島 - (2004年)
- シュトルーヴェの測地弧 - (2005年)[1]
- リューカン＝ノトデンの産業遺産 - (2015年)

## 自然遺産
- 西ノルウェーフィヨルド群 - ガイランゲルフィヨルドとネーロイフィヨルド - (2005年)

## 複合遺産
なし

## 地域別

### ソグン・オグ・フョーラネ県
- ウルネスの木造教会
- 西ノルウェーフィヨルド群 - ガイランゲルフィヨルドとネーロイフィヨルド

### ソール・トロンデラーグ県
- レーロースの鉱山街とその周辺

### テレマルク県
- リューカン＝ノトデンの産業遺産

### ヌールラン県
- ヴェーガ群島

### フィンマルク県
- アルタの岩絵
- シュトルーヴェの測地弧

### ホルダランド県
- ブリッゲン

### ムーレ・オグ・ロムスダール県
- 西ノルウェーフィヨルド群 - ガイランゲルフィヨルドとネーロイフィヨルド

## 註
1. ↑  ウクライナ、エストニア、スウェーデン、フィンランド、ベラルーシ、モルドバ、ラトビア、リトアニア、ロシアにまたがる。